# Polyangéite microscopique
 Mise en garde médicale
La polyangéite microscopique (PAM) est une maladie auto-immune caractérisée par une vascularite systémique, pauci-immune et nécrosante des petits vaisseaux (veinules, artérioles et capillaires), sans signe clinique ou pathologique d'inflammation granulomateuse.

## Signes et symptômes
Les manifestations cliniques peuvent inclure des symptômes généraux tels que de la fièvre, des arthralgies, des myalgies, une perte d’appétit, une perte de poids et une fatigue. Plusieurs organes peuvent être atteints, entrainant une variété de symptômes tels que la toux, l'essoufflement, l'hémoptysie (expectorations de sang), les signes d'insuffisance rénale, les manifestations cutanées ( purpura palpable et livedo racemosa  ), les convulsions, la neuropathie périphérique ou encore les douleurs abdominales 
Les reins sont atteints dans 80 % des cas, se manifestant par la présence de sang et de protéines dans les urines. La lésion peut évoluer vers une insuffisance rénale à progression rapide ou lente. Les poumons sont touchés dans 20 à 50 % des cas, avec des signes d'hémorragie pulmonaire ou de fibrose pulmonaire chronique pouvant entrainer une insuffisance respiratoire.

## Causes
Bien que le mécanisme de la maladie ne soit pas encore entièrement élucidé, l’hypothèse principale suggère que l’AAV (vascularite associée aux ANCA) se développe chez les patients génétiquement prédisposés lorsqu’un facteur déclencheur inconnu induit la production de p-ANCA. Ces anticorps circulent initialement à de faibles concentrations jusqu’à ce qu’un élément environnemental, tel qu’une infection, une tumeur maligne ou la prise de certains médicaments, provoque une l'activation des neutrophiles. Ces derniers se lient alors aux p-ANCA et libèrent ensuite des cytokines inflammatoires, des espèces réactives de l'oxygène et des enzymes lytiques, provoquant des lésions de l'endothélium vasculaire. Ce processus entraîne une inflammation et une nécrose des petits vaisseaux. Les atteintes rénales ainsi induites sont spécifiquement appelées glomérulonéphrite nécrosante avec croissants.

## Diagnostic
Les analyses de laboratoire peuvent montrer une augmentation de la vitesse de sédimentation, une CRP élevée ainsi qu'une anémie. En cas d’insuffisance rénale, on observe une augmentation de la créatininémie, et la détection de protéines et de globules rouges dans l’urine.
Un test diagnostique consiste en la détection d' anticorps anticytoplasme des polynucléaires neutrophiles (p-ANCA) dirigés spécifiquement contre la myéloperoxydase  (MPO), un constituant des granules des neutrophiles.
Selon l'organe atteint, des examens spécifiques peuvent être réalisés, tels qu'une biopsie rénale chez les patients présentant une insuffisance rénale ou une électromyographie en cas de neuropathie périphérique 

### Diagnostic différentiel
Les signes et symptômes de la polyangéite microscopique peuvent ressembler à ceux de la granulomatose avec polyangéite (GPA), une autre forme de vascularite des petits vaisseaux. Cependant, contrairement à la GPA, la polyangéite microscopique n'entraîne généralement pas d'atteinte importante des voies respiratoires supérieures, tel que la sinusite,fréquemment observée chez les personnes atteintes de GPA[réf. nécessaire].

## Traitement
Le traitement de référence pour induire une rémission de l’inflammation vasculaire dans la polyangéite microscopique active repose sur l’immunosuppression. Les protocoles actuels reposent sur une combinaison de fortes doses de glucocorticoïdes en association avec du cyclophosphamide ou du rituximab. Dans les formes potentiellement mortelles, un traitement par plasmaphérèse peut également être envisagé.
Le traitement immunosuppresseur est progressivement réduit sur plusieurs mois mais il n'existe pas encore de consensus concernant la durée totale du traitement. L’arrêt de l’immunosuppression peut entraîner un risque accru de poussées de la maladie.